# Centro de Interpretación Patrimonial de Almería
El centro de interpretación patrimonial de Almería (CIP) es un museo situado en la plaza de la Constitución de la ciudad de Almería, en la comunidad autónoma de Andalucía, España. 
Ocupa la antigua casa del policía y muestra elementos heredados del pasado y otros elementos de la tradición actual del municipio almeriense.
El centro interpretativo fue inaugurado el 23 de octubre de 2014 tras las obras de restauración del edificio y el proceso de musealización.

## Colección permanente
Consta de tres plantas, la zona de recepción y la sala de la Almería contemporánea. En la zona de recepción hay una maqueta de gran tamaño donde vienen representados cada uno de los edificios más destacados de Almería. También hay una sala audiovisual donde se proyecta un documental que narra la historia de Almería y elementos interactivos con información acerca de los monumentos y edificios, con galería de imágenes, documentos históricos, planos de situación, etc.
La primera planta está dedicada a la Almería musulmana, desde el siglo X al siglo XV, y exhibe una maqueta de la Alcazaba. Narra la historia de al-Mariyya desde su fundación en 955 por Abderramán III, pasando por la fundación de la Taifa de Almería por Jairán, hasta la entrega de la ciudad por el Zagal en 1489 a los Reyes Católicos.
La segunda planta alberga dos salas dedicadas a la Almería cristiana (siglo XVI-siglo XVIII) y a la Almería contemporánea (siglo XIX-siglo XX). La Almería cristiana explica las transformaciones de Almería tras la toma por las Reyes Católicos el 26 de diciembre de 1489, Día del Pendón. Se exhibe vestimenta morisca de la época, así como una reproducción restaurada del Pendón, y una maqueta de la catedral de la Encarnación. La Almería contemporánea explica cómo la ciudad empieza a crecer tras el derribo de las murallas en 1855 y empieza a desarrollarse económicamente con la industria minera, todo ello explicado bajo la figura de la escritora almeriense Carmen de Burgos de forma interactiva. Se exhiben maquetas del Cable Inglés e información sobre los refugios subterráneos y sobre el movimiento indaliano, liderado por el pintor almeriense Jesús de Perceval.
La tercera planta está dedicada a la Almería actual, con una exposición de imágenes que la identifican como una ciudad moderna. También cuenta con una terraza, concebida como el gran mirador de la ciudad, desde la que se tienen inmejorables vistas tanto de la alcazaba y las murallas de Jairán como de la plaza de la Constitución, e incluso en la que se han realizado espectáculos a los visitantes como cantes y bailes de flamenco.

## Exposiciones temporales
Del mismo modo, el CIP de Almería también cuenta con una sala de exposiciones temporales, llamada sala Jairán, entre las que suelen destacar diversos artistas de diferentes estilos tan distantes como el arte pop o el flamenco.